# Station Randsfjord
Station Randsfjord was een station in Randsfjord in de gemeente Jevnaker  in  Noorwegen. Randsfjord was het eindpunt van  Randsfjordbanen. 